# Сликовни кључ тарота
Сликовни кључ тарота је водич за прорицање тарота, са текстом А. Е. Вејта и илустрацијама Памеле Колман Смит . Књига је објављена паралелно са Рајдер-Вејт тарот шпилом, а сликовна верзија (објављена 1910, датирана 1911)  је пратила успех шпила и Вејтовог (неилустрованог 1909. године) текста Кључ тарота. Вејт и Смит су били чланови Херметичког реда Златне зоре. Вејт је био веома забринут за тачност симбола коришћених у шпилу, и детаљно је истраживао традиције, тумачења и историју порекла и значења карата.
Књига (коју је сам Вејт назвао „монографијом“) састоји се из три дела.
1. Део I, „Вео и његови симболи“, је кратак преглед традиционалних симбола повезаних са сваком картом, праћен историјом Тарота . Вејт је одбацио као неосновано веровање да је тарот египатског порекла, и приметио да не постоје докази о картама пре 15. века.
2. Део II, „Доктрина о велу“, садржи 78 црно-белих плоча са Смитовим илустрацијама за шпил Рајдер–Вејт и дискусију о јединственим симболима одабраним за сваку карту. Вејт се ослањао на ранији тарот француског окултисте Елифаса Левија, понекад задржавајући његове промене у традиционалном шпилу (као код карте Кочија, коју и Вејт и Леви приказују како вуку две сфинге, уместо коња), понекад га критикујући (као са картом пустињака, за коју је Вејт мислио да је Леви погрешно протумачио).
3. Део III, „Спољне методе пророчишта“, бави се питањима прорицања са картама, укључујући опис чувеног тарота келтског крста, чији је књига помогла да се популаризује.